# Convocazioni al campionato europeo femminile di pallavolo 2007
Elenco delle giocatrici convocate per il campionato europeo 2007.

## Azerbaigian
| N° | Nome               | Ruolo | Data di nascita   | Squadra          |
| -- | ------------------ | ----- | ----------------- | ---------------- |
| -  | Faig Garaev        | All   | -                 | -                |
| 1  | Darya Zamanova     | S     | 30 aprile 1987    | Azərreyl         |
| 4  | Oksana Parkhomenko | P     | 28 luglio 1984    | Voléro Zurigo    |
| 6  | Irina Siminyagina  | S     | 29 novembre 1984  | Azərreyl         |
| 7  | Yelena Parkhomenko | C     | 11 settembre 1982 | Azərreyl         |
| 8  | Natavan Gasimova   | P     | 8 luglio 1985     | Azərreyl         |
| 9  | Natalya Mammadova  | S/O   | 2 dicembre 1984   | Azərreyl         |
| 10 | Shafag Karimova    | S     | 15 ottobre 1988   | Azərreyl         |
| 11 | Inessa Emel'janova | C     | 17 gennaio 1972   | Balakovskaja AĖS |
| 12 | Valeriya Korotenko | L     | 29 gennaio 1984   | Azərreyl         |
| 14 | Lada Maksimova     | S     | 9 maggio 1987     | Azərreyl         |
| 15 | Aynur Kərimova     | C     | 7 dicembre 1988   | Azərreyl         |
| 17 | Polina Rəhimova    | S/O   | 5 giugno 1990     | Azərreyl         |

## Belgio
| N° | Nome                  | Ruolo | Data di nascita   | Squadra            |
| -- | --------------------- | ----- | ----------------- | ------------------ |
| -  | Jan Debrandt          | All   | -                 | -                  |
| 3  | Frauke Dirickx        | P     | 3 gennaio 1980    | CAV Murcia         |
| 5  | Angelina Bland        | C     | 26 aprile 1984    | Ícaro              |
| 6  | Charlotte Leys        | S     | 18 marzo 1989     | -                  |
| 8  | Lore Gillis           | S/O   | 29 novembre 1988  | -                  |
| 10 | Griet Van Vaerenbergh | L     | 22 marzo 1982     | Asteríx Kieldrecht |
| 11 | Marta Szczygielska    | L     | 28 settembre 1981 | -                  |
| 12 | Gwendoline Horemans   | C     | 16 settembre 1987 | Asteríx Kieldrecht |
| 13 | Celine Laforge        | P     | 13 maggio 1985    | -                  |
| 14 | Greet Coppe           | -     | 28 dicembre 1977  | VDK Gent           |
| 16 | Els Vandesteene       | C     | 30 maggio 1987    | VDK Gent           |
| 17 | Jolien Wittock        | C     | 22 febbraio 1990  | -                  |
| 18 | Anja Van Damme        | S/O   | 7 agosto 1986     | Asteríx Kieldrecht |

## Bielorussia
| N° | Nome                  | Ruolo | Data di nascita   | Squadra           |
| -- | --------------------- | ----- | ----------------- | ----------------- |
| -  | Vladimir Koslov       | All   | -                 | -                 |
| 1  | Marina Tumas          | S     | 17 settembre 1984 | -                 |
| 2  | Ol'ha Pal'čevskaja    | P     | 6 dicembre 1984   | -                 |
| 3  | Iryna Lebedzeva       | L     | 14 gennaio 1973   | Minčanka          |
| 5  | Viktoryia Hurava      | P     | 30 gennaio 1984   | -                 |
| 6  | Darya Yermashevich    | S     | 30 ottobre 1983   | Minčanka          |
| 7  | Volha Maroz           | -     | 26 febbraio 1980  | Minčanka          |
| 8  | Oksana Aksenava       | S     | 8 agosto 1983     | Atlant Baranoviči |
| 9  | Kacjaryna Zakreŭskaja | S     | 29 settembre 1986 | Atlant Baranoviči |
| 10 | Alena Hendzel         | C     | 21 settembre 1984 | -                 |
| 11 | Alena Hurkova         | S     | 21 giugno 1984    | Azərreyl          |
| 12 | Aksana Kavalchuk      | S     | 23 novembre 1979  | -                 |
| 13 | Tatsiana Hardzeyeva   | S     | 23 maggio 1982    | Minčanka          |

## Bulgaria
| N° | Nome                | Ruolo | Data di nascita   | Squadra    |
| -- | ------------------- | ----- | ----------------- | ---------- |
| -  | Dragan Nešić        | All   | 31 luglio 1970    | -          |
| 1  | Diana Nenova        | P     | 16 aprile 1985    | -          |
| 2  | Denitsa Karaulanova | C     | 25 settembre 1979 | -          |
| 6  | Cvetelina Zarkova   | C     | 18 dicembre 1986  | Vilsbiburg |
| 7  | Martina Georgieva   | S     | 7 marzo 1985      | Vilsbiburg |
| 8  | Eva Janeva          | S     | 31 luglio 1985    | RC Cannes  |
| 9  | Ljubka Debărlieva   | P     | 21 settembre 1980 | -          |
| 10 | Radosveta Teneva    | S     | 21 novembre 1980  | -          |
| 13 | Marija Filipova     | L     | 10 settembre 1982 | RC Cannes  |
| 14 | Elena Koleva        | S/O   | 1º dicembre 1977  | River      |
| 15 | Elica Vasileva      | S     | 13 maggio 1990    | CSKA Sofia |
| 16 | Petja Cekova        | S     | 13 ottobre 1986   | -          |
| 17 | Strašimira Filipova | C     | 18 agosto 1985    | RC Cannes  |

## Croazia
| N° | Nome              | Ruolo | Data di nascita   | Squadra         |
| -- | ----------------- | ----- | ----------------- | --------------- |
| -  | Mijo Vuković      | All   | -                 | -               |
| 1  | Zrinka Petrović   | -     | 14 settembre 1978 | Markopoulo      |
| 2  | Ana Grbac         | P     | 23 marzo 1988     | Sirio Perugia   |
| 4  | Marina Miletić    | L     | 21 febbraio 1983  | -               |
| 5  | Mirela Delić      | C     | 13 novembre 1981  | Uraločka        |
| 6  | Sanja Popović     | S/O   | 31 maggio 1984    | Asystel         |
| 7  | Diana Rescić      | P     | 2 febbraio 1986   | HAOK Mladost    |
| 8  | Paola Došen       | L     | 6 gennaio 1988    | Rijeka          |
| 9  | Ilijana Dugandžić | C     | 17 aprile 1981    | Markopoulo      |
| 10 | Ivana Miloš       | C     | 7 marzo 1986      | Rijeka          |
| 11 | Katarina Barun    | S     | 1º dicembre 1983  | Bergamo         |
| 12 | Jelena Alajbeg    | S/O   | 1º ottobre 1989   | Kaštela         |
| 14 | Lucija Cigić      | L     | 13 marzo 1986     | Béziers Gazélec |

## Francia
| N° | Nome               | Ruolo | Data di nascita  | Squadra              |
| -- | ------------------ | ----- | ---------------- | -------------------- |
| -  | Fang Yan           | All   | -                | -                    |
| 1  | Karine Salinas     | P     | 5 marzo 1973     | RC Cannes            |
| 3  | Jelena Lozančić    | C     | 26 marzo 1983    | RC Cannes            |
| 4  | Christina Bauer    | C     | 1º gennaio 1988  | ASPTT Mulhouse       |
| 7  | Anna Rybaczewski   | S     | 23 marzo 1982    | Muszynianka          |
| 8  | Jennifer Maréchal  | S     | 7 maggio 1984    | SF Paris Saint-Cloud |
| 10 | Estelle Quérard    | L     | 19 marzo 1979    | Le Cannet            |
| 11 | Armelle Faesch     | P     | 26 dicembre 1981 | ASPTT Mulhouse       |
| 12 | Victoria Ravva     | C     | 31 ottobre 1975  | RC Cannes            |
| 13 | Alexia Djilali     | S     | 21 ottobre 1987  | ASPTT Mulhouse       |
| 15 | Leslie Turiaf      | S     | 15 maggio 1986   | RC Cannes            |
| 16 | Hélène Schleck     | S     | 13 maggio 1986   | USSP Albi            |
| 18 | Alexandra Rochelle | L     | 14 dicembre 1983 | USSP Albi            |

## Germania
| N° | Nome                | Ruolo | Data di nascita   | Squadra          |
| -- | ------------------- | ----- | ----------------- | ---------------- |
| -  | Giovanni Guidetti   | All   | 20 settembre 1972 | -                |
| 1  | Maren Brinker       | S     | 10 luglio 1987    | Bayer Leverkusen |
| 2  | Kathleen Weiß       | P     | 2 febbraio 1984   | Schweriner       |
| 4  | Kerstin Tzscherlich | P     | 15 febbraio 1978  | Dresdner         |
| 7  | Heike Beier         | S     | 9 dicembre 1983   | Dresdner         |
| 8  | Cornelia Dumler     | S     | 22 gennaio 1982   | Forlì            |
| 9  | Mareen Apitz        | P     | 26 marzo 1987     | Dresdner         |
| 11 | Christiane Fürst    | C     | 29 marzo 1985     | Dresdner         |
| 13 | Atika Bouagaa       | S     | 22 maggio 1982    | Münster          |
| 14 | Kathy Radzuweit     | C     | 2 marzo 1982      | Bayer Leverkusen |
| 15 | Angelina Grün       | S/O   | 2 dicembre 1979   | Bergamo          |
| 16 | Margareta Kozuch    | S     | 30 ottobre 1986   | Fischbek         |
| 18 | Corina Ssuschke     | C     | 9 maggio 1983     | Dresdner         |

## Italia
| N° | Nome               | Ruolo | Data di nascita   | Squadra           |
| -- | ------------------ | ----- | ----------------- | ----------------- |
| -  | Massimo Barbolini  | All   | 29 agosto 1964    | Sirio Perugia     |
| 3  | Paola Croce        | L     | 6 marzo 1978      | Bergamo           |
| 6  | Valentina Fiorin   | S     | 9 ottobre 1984    | Chieri            |
| 7  | Martina Guiggi     | C     | 1º maggio 1984    | Robursport Pesaro |
| 8  | Jenny Barazza      | C     | 24 luglio 1981    | Bergamo           |
| 9  | Manuela Secolo     | S     | 22 febbraio 1977  | Bergamo           |
| 10 | Paola Cardullo     | L     | 18 marzo 1982     | Asystel           |
| 11 | Serena Ortolani    | S/O   | 7 gennaio 1987    | River             |
| 12 | Taismary Agüero    | S/O   | 5 marzo 1977      | Asystel           |
| 13 | Francesca Ferretti | P     | 15 febbraio 1984  | Chieri            |
| 14 | Eleonora Lo Bianco | P     | 22 dicembre 1979  | Bergamo           |
| 15 | Antonella Del Core | S     | 5 novembre 1980   | Sirio Perugia     |
| 17 | Simona Gioli       | C     | 17 settembre 1977 | Sirio Perugia     |

## Paesi Bassi
| N° | Nome               | Ruolo | Data di nascita | Squadra  |
| -- | ------------------ | ----- | --------------- | -------- |
| -  | Avital Selinger    | All   | -               | -        |
| 1  | Kim Staelens       | P     | 7 gennaio 1982  | Martinus |
| 3  | Francien Huurman   | C     | 18 aprile 1975  | Martinus |
| 4  | Chaïne Staelens    | S     | 7 novembre 1980 | Martinus |
| 5  | Sanna Visser       | S     | 2 maggio 1984   | Martinus |
| 6  | Mirjam Orsel       | C     | 1º aprile 1978  | -        |
| 8  | Alice Blom         | S     | 7 aprile 1980   | Martinus |
| 10 | Janneke van Tienen | L     | 29 maggio 1979  | Martinus |
| 11 | Caroline Wensink   | C     | 4 agosto 1984   | Martinus |
| 12 | Manon Flier        | S/O   | 8 febbraio 1984 | Martinus |
| 14 | Riëtte Fledderus   | P     | 18 ottobre 1977 | Martinus |
| 15 | Ingrid Visser      | C     | 4 giugno 1977   | Tenerife |
| 16 | Debby Stam         | S     | 24 luglio 1984  | Martinus |

## Polonia
| N° | Nome                  | Ruolo | Data di nascita   | Squadra          |
| -- | --------------------- | ----- | ----------------- | ---------------- |
| -  | Marco Bonitta         | All   | 5 settembre 1963  | -                |
| 1  | Katarzyna Skowrońska  | S/O   | 30 giugno 1983    | Asystel          |
| 2  | Mariola Barbachowska  | L     | 3 luglio 1982     | Zareč'e Odincovo |
| 3  | Eleonora Staniszewska | C     | 15 ottobre 1978   | Calisia          |
| 4  | Izabela Bełcik        | P     | 29 novembre 1980  | Muszynianka      |
| 6  | Anna Podolec          | S/O   | 30 ottobre 1985   | BKS              |
| 7  | Małgorzata Glinka     | S     | 30 settembre 1978 | CAV Murcia       |
| 8  | Dorota Świeniewicz    | S     | 27 luglio 1972    | BKS              |
| 9  | Agnieszka Bednarek    | C     | 20 febbraio 1986  | PTPS             |
| 10 | Joanna Podoba         | S     | 17 febbraio 1977  | Tulica           |
| 12 | Milena Sadurek        | P     | 18 ottobre 1984   | BKS              |
| 13 | Milena Rosner         | S     | 4 gennaio 1980    | Tenerife         |
| 14 | Maria Liktoras        | C     | 20 febbraio 1975  | Dinamo Mosca     |

## Rep. Ceca
| N° | Nome               | Ruolo | Data di nascita  | Squadra             |
| -- | ------------------ | ----- | ---------------- | ------------------- |
| -  | Táňa Krempaská     | All   | -                | -                   |
| 2  | Helena Horká       | S     | 15 giugno 1981   | Panellīnios         |
| 4  | Milada Spalová     | C     | 16 novembre 1979 | Calisia             |
| 5  | Jana Šimánková     | P     | 6 aprile 1980    | Panathīnaïkos       |
| 7  | Kateřina Božková   | C     | 19 giugno 1976   | Béziers Gazélec     |
| 8  | Tereza Matuszková  | S/O   | 3 dicembre 1982  | Calisia             |
| 10 | Jana Jamborová     | -     | 21 maggio 1981   | Schwechat Post      |
| 11 | Michaela Jelínková | P     | 2 dicembre 1985  | RC Cannes           |
| 13 | Markéta Tomanová   | L     | 10 febbraio 1982 | Královo Pole        |
| 14 | Aneta Havlíčková   | S/O   | 3 luglio 1987    | Olymp Praha         |
| 15 | Jana Šenková       | S     | 11 luglio 1982   | Robur Tiboni Urbino |
| 16 | Helena Havelková   | S     | 25 luglio 1988   | Slavia Praga        |
| 17 | Ivana Plchotová    | C     | 28 ottobre 1982  | -                   |

## Russia
| N° | Nome               | Ruolo | Data di nascita   | Squadra          |
| -- | ------------------ | ----- | ----------------- | ---------------- |
| -  | Giovanni Caprara   | All   | 7 novembre 1962   | -                |
| 1  | Julija Sedova      | C     | 8 gennaio 1985    | Avtodor-Metar    |
| 3  | Natal'ja Alimova   | C     | 9 dicembre 1978   | -                |
| 4  | Ol'ga Fateeva      | S/O   | 4 maggio 1984     | Zareč'e Odincovo |
| 5  | Ljubov' Sokolova   | S     | 4 dicembre 1977   | CAV Murcia       |
| 6  | Elena Godina       | S     | 17 settembre 1977 | Dinamo Mosca     |
| 7  | Natal'ja Safronova | S     | 6 febbraio 1979   | Zareč'e Odincovo |
| 11 | Ekaterina Gamova   | S/O   | 17 novembre 1980  | Dinamo Mosca     |
| 13 | Svetlana Akulova   | P     | 10 aprile 1984    | -                |
| 14 | Ekaterina Kabešova | L     | 5 agosto 1986     | Dinamo Mosca     |
| 15 | Tat'jana Košeleva  | S     | 23 dicembre 1988  | Dinamo Mosca     |
| 16 | Julija Merkulova   | C     | 17 febbraio 1984  | Zareč'e Odincovo |
| 18 | Marina Akulova     | P     | 13 dicembre 1985  | Samorodok        |

## Serbia
| N° | Nome              | Ruolo | Data di nascita | Squadra            |
| -- | ----------------- | ----- | --------------- | ------------------ |
| -  | Zoran Terzić      | All   | 9 luglio 1966   | -                  |
| 1  | Jelena Nikolić    | S     | 13 aprile 1982  | Club Padova        |
| 2  | Jasna Majstorović | S     | 23 aprile 1984  | Poštar             |
| 5  | Nataša Krsmanović | C     | 19 giugno 1985  | Voléro Zurigo      |
| 6  | Jovana Brakočević | S/O   | 5 marzo 1988    | Poštar             |
| 7  | Brižitka Molnar   | S     | 28 luglio 1985  | Metal Galați       |
| 9  | Jovana Vesović    | S     | 21 giugno 1987  | Jedinstvo Užice    |
| 10 | Maja Ognjenović   | P     | 6 agosto 1984   | Metal Galați       |
| 11 | Vesna Čitaković   | C     | 3 febbraio 1979 | Eczacıbaşı         |
| 12 | Ivana Isailović   | C     | 1º gennaio 1986 | Stella Rossa       |
| 13 | Maja Simanić      | P     | 8 febbraio 1980 | Gaziantep Şahinbey |
| 15 | Anja Spasojević   | S     | 4 luglio 1983   | Asystel            |
| 18 | Suzana Ćebić      | L     | 9 novembre 1984 | Jedinstvo Užice    |

## Slovacchia
| N° | Nome                | Ruolo | Data di nascita  | Squadra           |
| -- | ------------------- | ----- | ---------------- | ----------------- |
| -  | Miroslav Čada       | All   | -                | -                 |
| 1  | Daniela Gönciová    | S/O   | 16 aprile 1984   | -                 |
| 2  | Lucia Hatinová      | C     | 28 febbraio 1984 | La Rochette       |
| 3  | Jana Gogolová       | C     | 27 gennaio 1984  | Slávia Bratislava |
| 4  | Veronika Hrončeková | C     | 2 gennaio 1990   | -                 |
| 5  | Veronika Krajčová   | -     | 18 luglio 1988   | -                 |
| 8  | Paula Kubová        | -     | 28 maggio 1986   | -                 |
| 11 | Petronela Biksadská | S     | 4 ottobre 1982   | Senica            |
| 12 | Simona Kleskeňová   | L     | 8 aprile 1980    | Senica            |
| 13 | Ivana Bramborová    | S/O   | 11 aprile 1985   | Senica            |
| 14 | Alica Székelyová    | P     | 5 gennaio 1981   | Diego Porcelos    |
| 15 | Martina Viestová    | P     | 21 maggio 1984   | Senica            |
| 16 | Martina Noseková    | S     | 1º aprile 1985   | Slávia Bratislava |

## Spagna
| N° | Nome                   | Ruolo | Data di nascita  | Squadra    |
| -- | ---------------------- | ----- | ---------------- | ---------- |
| -  | Aurelio Ureña          | All   | -                | -          |
| 1  | Elena García           | S     | 12 agosto 1979   | -          |
| 2  | Daniela Marín          | S/O   | 2 aprile 1978    | -          |
| 3  | María Isabel Fernández | C     | 6 giugno 1982    | Las Palmas |
| 5  | Sara Pérez             | P     | 29 novembre 1980 | CAV Murcia |
| 6  | Daniela Patino         | C     | 10 aprile 1978   | Benidorm   |
| 7  | Amaranta Fernández     | C     | 11 agosto 1983   | CAV Murcia |
| 9  | Patricia Aranda        | P     | 27 giugno 1979   | Benidorm   |
| 10 | Diana Castaño          | L     | 5 aprile 1983    | CAV Murcia |
| 15 | Lorena Weber           | S     | 28 giugno 1983   | -          |
| 16 | Sara González          | C     | 16 novembre 1984 | -          |
| 17 | Rebeca Pazo            | S/O   | 7 giugno 1983    | A Pinguela |
| 18 | Esther Rodríguez       | L     | 2 febbraio 1982  | CAV Murcia |

## Turchia
| N° | Nome                 | Ruolo | Data di nascita  | Squadra      |
| -- | -------------------- | ----- | ---------------- | ------------ |
| -  | Alessandro Chiappini | All   | 31 gennaio 1969  | -            |
| 1  | Bahar Mert           | P     | 13 dicembre 1975 | Asystel      |
| 2  | Gülden Kayalar       | L     | 5 dicembre 1980  | Eczacıbaşı   |
| 5  | Aysun Özbek          | C     | 18 marzo 1977    | VakıfBank GS |
| 6  | Gökçen Denkel        | C     | 2 agosto 1985    | Eczacıbaşı   |
| 9  | Deniz Hakyemez       | S     | 3 febbraio 1983  | VakıfBank GS |
| 10 | Gözde Kırdar         | S     | 26 giugno 1985   | VakıfBank GS |
| 11 | Pelin Çelik          | P     | 23 maggio 1982   | Fenerbahçe   |
| 12 | Esra Gümüş           | S     | 2 ottobre 1982   | Eczacıbaşı   |
| 13 | Neriman Özsoy        | S     | 13 luglio 1988   | Eczacıbaşı   |
| 14 | Eda Erdem            | C     | 22 giugno 1987   | Beşiktaş     |
| 15 | Çiğdem Can           | C     | 5 luglio 1976    | Fenerbahçe   |
| 17 | Neslihan Demir       | S/O   | 9 dicembre 1983  | Tenerife     |